# ابوتراب عاشوری
ابوتراب عاشوری (۱۳۱۲–۱۳۵۷ خورشیدی) فرزند عباس، روحانی پیشتاز مبارزان بوشهر علیه حکومت پهلوی بود. وی زادهٔ روستای حیدری از توابع شهرستان دشتی استان بوشهر می‌باشد که ۱۳ آذر ۱۳۵۷ خورشیدی به دست حکومت پهلوی کشته شد. پدر وی نیز روحانی و واعظ متنفذ در تنگستان بود.

## تحصیلات و فعالیت‌های دینی
وی تحصیلات حوزوی را از سال ۱۳۳۱ بمدت ۶ سال در نجف و جهت تکمیل تحصیلات از سال ۱۳۳۹ در قم از دوزدوزانی و ستوده بهره برد و تا دروس رسائل و مکاسب ادامه داد و جهت تبلیغات مذهبی به بوشهر آمد و به فعالیت علیه حکومت پهلوی پرداخت و در سال ۱۳۵۷ خورشیدی مورد تعرض مأموران پهلوی قرار گرفت و سرانجام در همین سال به ضرب شش گلوله کشته شد. پیکر وی به شهر چغادک (که آنزمان روستایی در نزدیک بوشهر بود) منتقل و در حسینیه‌ای که خود وی بنیان نهاده بود به خاک سپرده شد.
عاشوری در نجف با اشخاصی مانند موسی صدر، سید مصطفی خمینی، علی حجتی کرمانی، احمد کافی و مروارید همدرس بود که پس از بازگشت از نجف نیز ارتباط خود را با بعضی از آن‌ها حفظ کرد.
وی نمایندگی مراجع تقلیدی چون حکیم، خوئی و شاهرودی را برای اخذ وجوهات شرعی به عهده داشت.

## مبارزات سیاسی
وی مبارزات سیاسی خود را از سال ۱۳۴۱ هم‌زمان با نهضت اسلامی آغاز کرد و توسط دستگاه امنیتی پهلوی (ساواک) تحت نظر بوده و به دفعات مختلف احضار و بازجویی می‌شد. عاشوری در قم تحصیلات عالی (درس خارج) خود را ادامه نداد و جهت تبلیغات مذهبی به بوشهر آمد و به فعالیت علیه حکومت پهلوی پرداخت. با روحانیونی همچون یزدی در کنگان، سید حسن طاهری خرم‌آبادی در گناوه و آذری قمی در برازجان که همگی این سه نفر در سال ۱۳۵۰ به استان تبعید شده بودند دیدارهای مکرر داشت.
با افزایش مبارزات مردم استان بوشهر علیه حکومت پهلوی در سال ۱۳۵۷ عاشوری نیز با هدایت و رهبری این مبارزات در بوشهر، باعث شد که ساواک و شهربانی بوشهر به دنبال راه چاره‌ای برای خاموش کردن این تحرکات باشند و منشأ فعالیت‌های ضد حکومتی در بوشهر را از بین ببرند.
به همین خاطر تصمیم به برخورد قاطع با عاشوری گرفتند. ابتدا او را در ۱۸ آبان ۵۷ به شورای تأمین استان دعوت کردند و تذکرات شدیدی برای خودداری از سخنرانی‌های تحریک‌آمیز و فعالیت‌های ضد ملی به وی دادند اما وی برنامه‌های تبلیغی سیاسی خود را ادامه می‌داد.
حدود ساعت دو بعد از ظهر روز ۱۳ آذر ۱۳۵۷ (مصادف با سوم محرم) عوامل رژیم به محل اقامت وی آمده و در حالی که مشغول وضو بوده با شش گلوله به سینه اش او را از پای درآورند.
ترور وی از آخرین اقدامات حکومت پهلوی برای سرکوب حرکت یاران سید روح‌الله خمینی در سراسر کشور بود. سید روح‌الله خمینی یکماه پس از ترور وی از نوفل لوشاتو پاریس به خانواده وی پیام تسلیت فرستاد.

## خاندان
خاندان عاشوری (آل عاشور) خاندانی از علمای بحرانی بحرین که در اواخر سده ۱۲ ق به سرپرستی شیخ عاشور بن شیخ محمود به بوشهر و نواحی دشتی مهاجرت کرد. شیخ محمود ملقب به زین الدین از اهالی ستره قرای بحرین در حین تبلیغ دستگیر شد و توسط ناصبی بحرین با شمشیر به قتل رسید. بنابرین فرزندان وی شیخ عاشور و شیخ عبدالطیف در ۱۱۹۰ ق به ایران و در قرای درازی، شیخیان و شهر خورموج ساکن شدند. پس از در گذشت شیخ عاشور او را در بقعه امام زاده جعفر روستای شیخیان دفن نمودند. فرزند ارشد وی شیخ احمد نیز که مشهور به ورع و تقوا بود در همان مکان مدفون است. (به این جهت این روستا شیخیان نامیده شده و گویا در اصل شیخان بوده‌است)
شیخ احمد دارای دو پسر بود شیخ محمود و شیخ قاسم. از شیخ محمود شیخ علی و از شیخ قاسم شیخ محمد پا به حیات گذاشتند. شیخ علی پدر شیخ عباس جد شیخ ابوتراب عاشوری و شیخ ابراهیم عاشوری بود. و شیخ محمد جد مادری عباس عاشوری است.